# Claret (Hérault)
Claret település Franciaországban, Hérault megyében. Lakosainak száma 1697 fő (2022. január 1.). Claret Corconne, Pompignan, Ferrières-les-Verreries, Lauret, Rouet, Sauteyrargues és Valflaunès községekkel határos.

## Népesség
A település népességének változása:
| Lakosok száma | 468  | 526  | 825  | 1320 | 1418 | 1477 | 1563 | 1671 | 1692 | 1697 |
|               | 1968 | 1982 | 1990 | 2006 | 2013 | 2015 | 2017 | 2019 | 2020 | 2022 |